# Cipangocharax okamurai
Cipangocharax okamurai là một loài ốc nhiệt đới cỡ nhỏ có nắp, là động vật thân mềm chân bụng sống trên cạn thuộc họ Cyclophoridae.
Đây là loài đặc hữu của Nhật Bản.